# Stanislas Merhar
Stanislas Merhar, född 23 januari 1971 i Paris, är en fransk skådespelare. Han debuterade 1997 i filmen Kemtvätten, sedan dessa har han bland annat medverkat i ett antal filmerna så som Le comt de Monte Cristo.